# Eacles niepelti
Eacles niepelti är en fjärilsart som beskrevs av Max Wilhelm Karl Draudt 1930. Eacles niepelti ingår i släktet Eacles och familjen påfågelsspinnare. Inga underarter finns listade i Catalogue of Life.